# Bonnie Rotten
Bonnie Rotten (Hamilton, Ohio, 9 de maig de 1993) és una ex-actriu pornogràfica i model estatunidenca. L'any 2014 va esdevenir la primera guanyadora del premi AVN a la millor actriu amb un aspecte alternatiu.

## Biografia
Bonnie Rotten va néixer a la ciutat nord-americana de Hamilton, Ohio, en una família d'ascendència jueva, italiana, alemanya i polonesa. Es va criar amb els seus avis a Cincinnati. Va començar a treballar com a model de fetitxismes per a la revista Girls and Corpses, en la qual va ser contractada després de guanyar el títol de "Ms Dead" en un concurs de bellesa celebrat a Indianapolis (Indiana).
Va entrar en la indústria del cinema per a adults al començament de 2012. Anteriorment, ella havia treballat com a model per a esdeveniments relacionats amb l'automòbil, a més de començar una carrera com a stripper amb divuit anys amb el sobrenom de "Dixie". La seva pràctica habitual durant els seus espectacles era utilitzar biquinis amb la bandera estatunidenca, i ballar únicament cançons de rock del sud.
El setembre de 2012, just uns mesos després d'iniciar la seva carrera com a actriu, la jove es va operar el pit. Rotten té molts tatuatges, i el seu nom artístic prové d'un zombi pin-up anomenat així que s'ha tatuat a la part posterior de la cama dreta. Els seus tatuatges també inclouen la frase «Les nenes mortes no ploren» a l'estómac i les teranyines tenyides en tots dos pits.
Té una relació amb el músic Dennis DeSantis, amb qui va tenir una filla el 2015.
Després de diversos anys és retirada del món del porno per casar-se i dedicar-se a la seva petita. L'agost de 2018 Brazzers va llançar una nova escena anomenada The Cumback, a la qual se li pot veure amb el cabell ros marcant així el retorn de Bonnie Rotten com a estrella exclusiva d'aquesta companyia, i el seu retorn a la pornografia.

## Premis i nominacions

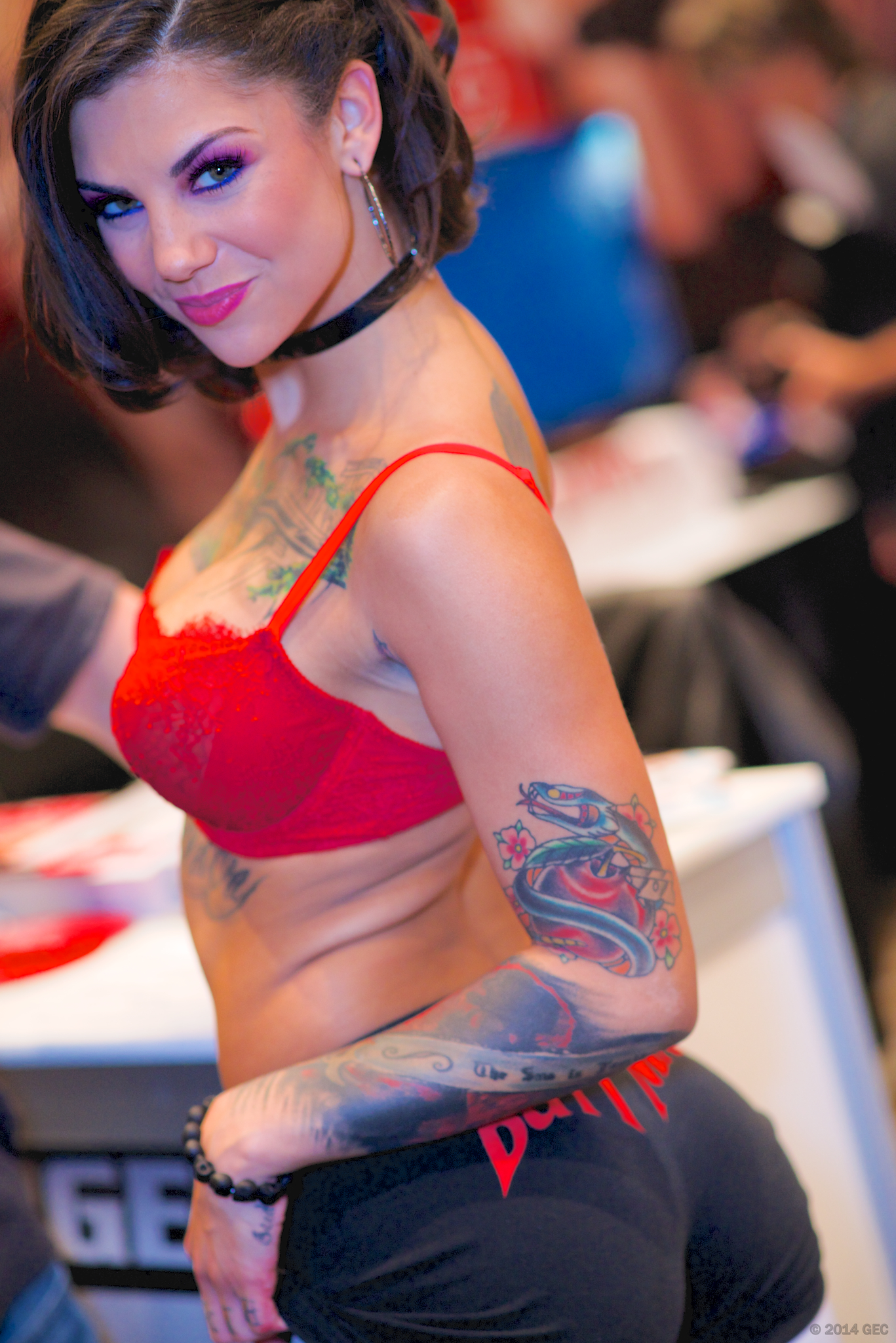
Bonnie Rotten durant els AVN Adult Entertainment Expo 2014.

| Any  | Cerimònia                  | Resultat   | Categoria | Treball                           |
| ---- | -------------------------- | ---------- | --- | --------------------------------- |
| 2012 | Inked Award                | Guanyadora | Starlet of the Year                                                                                             | -                                 |
| 2012 | NightMoves Award           | Guanyadora | Miss Congeniality                                                                                               | -                                 |
| 2013 | Premi AVN                  | Nominada   | Best All-Girl Group Sex Scene (amb Asphyxia Noir & Skin Diamond)                                                | Meet Bonnie                       |
| 2013 | Premi AVN                  | Nominada   | Best New Starlet                                                                                                | -                                 |
| 2013 | Premi AVN                  | Nominada   | Best Bodi | -                                 |
| 2013 | Inked Award                | Guanyadora | Performer of the Year (Female)                                                                                  | -                                 |
| 2013 | Inked Award                | Guanyadora | Scene of the Year                                                                                               | The Gang Bang of Bonnie Rotten    |
| 2013 | NightMoves Award           | Nominada   | Best Female Performer                                                                                           | -                                 |
| 2013 | NightMoves Award           | Guanyadora | Social Mitjana Star (Elecció dels fans)                                                                         | -                                 |
| 2013 | NightMoves Award           | Guanyadora | Best Ink (Fan's Choice)                                                                                         | -                                 |
| 2013 | NightMoves Award           | Nominada   | Best Overall Bodi                                                                                               | -                                 |
| 2013 | RogReviews Fan Faves Award | Guanyadora | Favorite Newbie                                                                                                 | -                                 |
| 2013 | Sex Award                  | Guanyadora | Hottest New Girl                                                                                                | -                                 |
| 2013 | Venus Award                | Nominada   | Best Actress (International)                                                                                    | -                                 |
| 2013 | XBIZ Award                 | Nominada   | Best Scene - Gonzo/Senar-Feature Release (amb Mick Blue & Ramón Nomar)                                          | Meet Bonnie                       |
| 2013 | Premis XRCO                | Nominada   | New Starlet | -                                 |
| 2013 | Premis XRCO                | Nominada   | Cream Dream | -                                 |
| 2014 | AVN Award                  | Nominada   | Best All-Girl Group Sex Scene (amb Lexi Belle, Christy Mack & Gia DiMarco)                                      | Brazzers Presents: The Parodiïs 3 |
| 2014 | AVN Award                  | Nominada   | Best Anal Sex Scene (amb Ramón Nomar)                                                                           | Evil Anal 19                      |
| 2014 | AVN Award                  | Nominada   | Best Girl/Girl Sex Scene (amb Nikki Hearts)                                                                     | Beyond Fucked: A Zombie Odyssey   |
| 2014 | AVN Award                  | Guanyadora | Best Group Sex Scene (amb Karlo Karerra, Tony DeSergio, Mick Blue & Jordan Ash)                                 | The Gang Bang of Bonnie Rotten    |
| 2014 | AVN Award                  | Nominada   | Best Oral Sex Scene                                                                                             | Facial Overload 3                 |
| 2014 | AVN Award                  | Nominada   | Best POV Sex Scene (amb Dana Vespoli)                                                                           | Lesbian Anal P.O.V. 2             |
| 2014 | AVN Award                  | Nominada   | Best Safe Sex Scene (amb Erik Everhard)                                                                         | Hotel No Tell                     |
| 2014 | AVN Award                  | Nominada   | Best Tease Performance                                                                                          | Hot Bodi Ink                      |
| 2014 | AVN Award                  | Nominada   | Best Three-Way Sex Scene – B/B/G (amb Billy Glide & Bill Bailey)                                                | Whore's Ink                       |
| 2014 | AVN Award                  | Nominada   | Best Three-Way Sex Scene – G/G/B (amb Gia DiMarco & Danny Wylde)                                                | Obedience School                  |
| 2014 | AVN Award                  | Guanyadora | Female Performer of the Year                                                                                    | -                                 |
| 2014 | Exotic Dancer Award        | Guanyadora | Adult Movie Entertainer of the Year                                                                             | -                                 |
| 2014 | Fanny Award                | Guanyadora | Super Freak (Kink Performer of the Year)                                                                        | -                                 |
| 2014 | NightMoves Award           | Guanyadora | Best Female Performer (Fan's Choice)                                                                            | -                                 |
| 2014 | NightMoves Award           | Guanyadora | Best Ink (Editor’s Choice)                                                                                      | -                                 |
| 2014 | TLARaw Award               | Guanyadora | Best Female Newcomer                                                                                            | -                                 |
| 2014 | Venus Award                | Guanyadora | Best Actress (International)                                                                                    | -                                 |
| 2014 | XBIZ Award                 | Nominada   | Female Performer of the Year                                                                                    | -                                 |
| 2014 | XBIZ Award                 | Guanyadora | Best Scene - Senar-Feature Release (amb Tony DeSergio, Jordan Ash, Mick Blue & Karlo Karrera)                   | The Gangbang of Bonnie Rotten     |
| 2014 | XBIZ Award                 | Nominada   | Best Scene - Vignette Release (amb Gia DiMarco & Danny Wylde)                                                   | Obedience School                  |
| 2014 | XCritic Award              | Guanyadora | Female Performer of The Year                                                                                    | -                                 |
| 2014 | Premis XRCO                | Nominada   | Female Performer of the Year                                                                                    | -                                 |
| 2014 | Premis XRCO                | Guanyadora | Superslut | -                                 |
| 2014 | Premis XRCO                | Nominada   | Orgasmic Oralist                                                                                                | -                                 |
| 2014 | Premis XRCO                | Nominada   | Orgasmic Analist                                                                                                | -                                 |
| 2015 | AVN Award                  | Pendent    | Best Actress | Capi Fear XXX                     |
| 2015 | AVN Award                  | Pendent    | Best Anal Sex Scene (amb Steve Holmes)                                                                          | Climax                            |
| 2015 | AVN Award                  | Pendent    | Best Director – Parody                                                                                          | Capi Fear XXX                     |
| 2015 | AVN Award                  | Pendent    | Best Double Penetration Sex Scene (amb Ramon Nomar & Toni Ribas)                                                | Bonnie Rotten Is Squirtwoman      |
| 2015 | AVN Award                  | Pendent    | Best Girl/Girl Sex Scene (amb Jesse Jane)                                                                       | 4Ever                             |
| 2015 | AVN Award                  | Pendent    | Best Group Sex Scene (amb Bill Bailey, Will Powers, Karlo Karrera, Ramon Nomar, Marcus London & Marco Banderes) | Bonnieland: A Gangbang Fantasy    |
| 2015 | AVN Award                  | Pendent    | Best Three-Way Sex Scene - G/G/B (amb Janice Griffith & Manuel Ferrara)                                         | Squirt in My Face                 |
| 2015 | AVN Award                  | Pendent    | Female Performer of the Year                                                                                    | -                                 |
| 2015 | AVN Award                  | Pendent    | Mainstream Star of the Year                                                                                     | -                                 |
| 2015 | AVN Award                  | Pendent    | Most Outrageous Sex Scene (amb Dollie Darko, Stevie Shae, Payton Sense Claire & Karmen Karma)                   | The Destruction of Bonnie Rotten  |
| 2015 | XBIZ Award                 | Pendent    | Director of the Year - Senar-Feature Release                                                                    | Bonnieland: A Gangbang Fantasy    |
| 2015 | XBIZ Award                 | Pendent    | Female Performer of the Year                                                                                    | -                                 |
| 2015 | XBIZ Award                 | Pendent    | Best Scene - Parody Release (amb Ryan McClane)                                                                  | Rambone XXX: A Dreamzone Parody   |